# Las Palomas, Jalisco
Las Palomas är en ort i Mexiko.   Den ligger i kommunen Lagos de Moreno och delstaten Jalisco, i den centrala delen av landet, 400 km nordväst om huvudstaden Mexico City. Las Palomas ligger 1 938 meter över havet och antalet invånare är 403.
Terrängen runt Las Palomas är platt åt nordväst, men åt sydost är den kuperad. Terrängen runt Las Palomas sluttar västerut. Runt Las Palomas är det ganska tätbefolkat, med 56 invånare per kvadratkilometer. Närmaste större samhälle är Lagos de Moreno, 10,7 km väster om Las Palomas. I omgivningarna runt Las Palomas växer huvudsakligen savannskog.